# كي وورد
KWord أو كي وورد هو معالج نصوص مجاني، ينتمي إلى مجموعة التطبيقات المكتبية كي أوفيس، وبيئة سطح المكتب كي.
يعتمد تخطيط النصوص في كي وورد على الإطارات، مما يجعله يشبه برنامج AdobeFrameMaker. يمكن لهذه الإطارات أن توضع في أي مكان في الصفحة ويمكنها أن تشتمل على النصوص والرسومات والكائنات المدمجة. كل صفحة جديدة هي إطار جديد، ولكن يمكن للنص أن يتوالى من خلال قدرة كي وورد على ربط الإطارات ببعضها.
إن استخدام الإطارات يعني أنه يمكن تحقيق تخطيطات الرسومات المركبة بسهولة نسبيا في كي وورد.

## تاريخ كي وورد
لقد أنشئ كي وورد كجزء من طاقم كي أوفس في عام 1998 باستخدام بعض الأفكار المأخوذة عن FrameMaker مثل طريقة الإطارات. اعترف المؤلف البادئ للمشروع أن التطبيق والكود الخاص به لم يكونا في المستوى الأفضل حيث أن ذلك كان أول تطبيقاته بالبرمجة كائنية التوجه.
في عام 2000 وصل تطبيق كي وورد إلى حالة جعلت من الصعب جداً إصلاح المشكلات ولم يكن هناك أحد يعمل على إصلاح المشكلات المعروفة. لم يكن هناك أي إصدار رسمي طوال ذلك الزمن. وفي نفس العام تولى مشرف جديد العمل على التطبيق وفي نهاية 2000 وبداية 2001 كانوا قد بدؤوا العمل في إصلاح أية مشكلات في بنية البرنامج.
هناك العديد من برامج النشر المكتبي تستخدم الإطارات، كما هو الحال في كي وورد، ولكن برامج النشر المكتبي تلك تستخدم مبدأ الصفحات الرئيسية والذي يعطي المستخدم القدرة على تصميم بنية المستند. ولكن على كل حال فإن هذا المبدأ لا يعد ذا قيمة كبيرة في الاستخدام لأن العديد من المستخدمين لا يفهمون مبدأ الصفحات الرئيسية وينتهي بهم الأمر دون استغلالها.

## راجع أيضاً
- كي أوفيس
- معالج النصوص

## وصلات خارجية
- الموقع الرسمي للمشروع